# Distrito de Culebras
El distrito de Culebras es uno de los cinco que integran la provincia peruana de Huarmey ubicada en el departamento de Ancash, bajo la administración del Gobierno regional de Ancash, en el Perú.

## Geografía
Tiene una superficie de 630,79 m². Ocupa la parte norte de la provincia representado por el valle del río Culebras y las playas cercanas.

## Capital
Su capital es el Puerto Culebras, caleta pesquera ubicada 15 kilómetros al norte de Huarmey.  Incluye el circuito de playas de Tuquillo, que incluye algunas de las playas más laureadas del Perú.

## Autoridades

### Municipales
- 2011-2014[1]
  - Alcalde: Cavino Simeón Cautivo Grasa, del Partido Alianza para el Progreso (APEP).
  - Regidores: Pierre Jorge Huertas Méndez (APEP), Hugo Fernando Maldonado García (APEP), Walter Silva Cena (APEP), Rosario Zenaida Guillén Chinga (APEP), Lucio García Chauca (Movimiento Independiente Regional Río Santa Caudaloso)
- 2007-2010: 
  - Alcalde: Víctor Celestino Del Valle Rea
- 2019-2022:
  - Alcalde: Juan Arnaldo Garcia Moscoso (Somos Perú)
  - Regidores:

  1. Oscar Cervantes(Somos Perú)
  2. Cesar Maldonado (Somos Perú)
  3. Yenny Saldarriaga(Somos Perú)
  4. Cristian Vega(Somos Perú)
  5. Alfredro Canchahuai(Fuerza Popular)